# Malika Benhabylès
Malika Benhabylès là một vận động viên người Algérie đã nghỉ hưu. Cô đã giành huy chương đồng trong 3000 mét tại Giải vô địch Ả Rập năm 1987  và trong 10.000 mét tại Giải vô địch châu Phi 1988. Cô trở thành nhà vô địch Algérie trong cả hai nội dung.